# Eurystyles cotyledon
Eurystyles cotyledon är en orkidéart som beskrevs av Heinrich Wawra. Eurystyles cotyledon ingår i släktet Eurystyles och familjen orkidéer. Inga underarter finns listade i Catalogue of Life.